# Procust
Procrust (în elină: Προκρούστης Prokroustes) este un personaj din mitologia greacă. Acesta ademenea călătorii și le oferea ospitalitatea casei sale. Odată ajunși în casă, Procust îi obliga să se culce pe un pat de aramă. Atunci când călătorul era mai scurt decât patul, Procust îi întindea corpul, trăgându-l de mâini și de picioare, până ce-l lungea pe potriva patului. Dacă oaspetele era mai lung decât patul, Procust îi tăia capul ori picioarele. Evident, în orice situație deznodământul era moartea călătorului ghinionist.
Eroul Tezeu a pus capăt vieții și practicilor sadice ale lui Procust, supunându-l acelorași tratamente pe care le rezervase el „oaspeților” săi.
Metaforic, „Patul lui Procust” a devenit simbolul practicilor abuzive de încadrare a oamenilor, a gândirii și simțămintelor lor, în anumite tipare prestabilite.